# عمار بن جامع
عمار بن جامع (وُلِدَ عام 1951 – ) دبلوماسي وسياسي جزائري، يشغل حاليًا منذ أبريل 2023 منصب مندوب الجزائر الدائم لدى الأمم المتحدة، وكان قبلها سفيرًا للجزائر لدى فرنسا وإثيوبيا والمملكة المتحدة واليابان وبلجيكا.

## سيرته
وُلِدَ عمار بن جامع عام 1951 وهو ينحدر من منطقة قسنطينة ، مدينة القــل شرقي الجزائر، وقد تخرج عام 1975 من قسم الدبلوماسية في المدرسة الوطنية الجزائرية للإدارة.
عمل سكرتيرًا أول في السفارة الجزائرية في روسيا منذ عام 1980 وحتى عام 1984، وبعد ذلك شغل مدير قسم الدول الشرقية في وزارة الخارجية الجزائرية.
منذ عام 1989 إلى غاية عام 1991 شغل منصب نائب المندوب الدائم للجزائر لدى الأمم المتحدة، ثم سفيرًا للجزائر لدى إثيوبيا التي تضم مقر الاتحاد الأفريقي، وبعدها سفيرًا للجزائر لدى المملكة المتحدة منذ عام 1994 وحتى عام 1996، كما شغل منصب أمين عام وزارة الخارجية الجزائرية منذ منتصف التسعينات وحتى عام 2000.
تولى منصب سفير الجزائر لدى اليابان منذ عام 2001 وحتى عام 2005، ثم شغل منصب المستشار المُكلف بملف الشراكة مع الاتحاد الأوروبي والتعاون المتوسطي، ومنذ عام 2010 وحتى عام 2013 تولى منصب سفير الجزائر لدى بلجيكا ومندوبًا للجزائر لدى الاتحاد الأوروبي.
منذ عام 2013 تولى منصب سفير الجزائر لدى فرنسا بالإضافة إلى منصب ممثل الجزائر لدى أندورا وموناكو وممثلًا للجزائر لدى منظمة الأمم المتحدة للتربية والعلم والثقافة (اليونسكو) واستمر في ذلك حتى ديسمبر 2016 حيث أقاله الرئيس الجزائري عبد العزيز بوتفليقة.
في 11 أبريل 2023 أعلنت الجزائر عن تعيين عمار بن جامع رئيسًا للبعثة الجزائرية في الأمم المتحدة خلفًا لنذير العرباوي.